# تری بارویک
تری بارویک (انگلیسی: Terry Barwick؛ زادهٔ ۱۱ ژانویهٔ ۱۹۸۳) بازیکن فوتبال اهل بریتانیا است.
از باشگاه‌هایی که در آن بازی کرده‌است می‌توان به باشگاه فوتبال یورک سیتی، باشگاه فوتبال اسکانتورپ یونایتد، باشگاه فوتبال استالی‌بریج سلتیک، باشگاه فوتبال گریمزبی تاون، باشگاه فوتبال وورکساپ تاون، باشگاه فوتبال نورتویچ ویکتوریا، و باشگاه فوتبال درویلزدن اشاره کرد.